# Monegassische Revolution
Die Monegassische Revolution war von 1910 bis 1911 eine Abfolge von Konfrontationen der Bürger des Stadtstaats Monaco mit Prinz Albert I. Es führte zum Ende der absoluten Monarchie in Monaco und zur ersten Verfassung im Jahre 1911 sowie der Gründung des ersten Parlaments, dem Conseil National mit 12 Mitgliedern.

## Revolutionsgründe
Schon 1895 präsentieren Bürger Monacos dem regierenden Monarchen auf dem Château de Marchais in Frankreich eine Liste mit Kritikpunkten. Durch den Bau von Hotels und Casinos in Monte-Carlo kommen mehr Fremde aus dem französischen Ausland nach Monaco. Arbeiter in den Hotels werden von der Société de Bains de Mer (SMB) angestellt, die als private Organisation mehr und mehr staatliche Aufgaben übernahm. Die monegassischen Bürger dürfen dort jedoch nicht angestellt werden und fühlten sich als Bürger zweiter Klasse. Ab 1907 treffen sich unzufriedenen Bürger regelmäßig in ihren Häusern und gründen das so genannte Monegassische Komitee (frz. Comité monégasque). Dieses startet eine eigene Zeitung und publiziert in dieser Forderungen an den Prinzen. Ab 1910 wächst die Unzufriedenheit der monegassischen Bürger gegen Prinz Albert I immer mehr: Die Arbeitslosigkeit trifft das Land immer schwerer, da landwirtschaftliche Flächen oder Fabriken als mögliche Arbeitgeber nicht vorhanden sind. Zudem wird der Nationalstolz der Monegassen durch den schlechten Ruf untergraben, Monaco sei die „moralische Kloake Europas“. Hinzu kommt, dass der Prinz die meiste Zeit vorzieht, in Paris zu leben. Ein weiterer Kritikpunkt ist, dass inzwischen nur noch 1.482 der 19.000 Einwohner Monacos als Bürger gelten.

## Revolutionsablauf
Am 13. März 1910 titelt die The New York Times: „Throne of the Prince of Monaco in danger:“Constitution or revolution„, the ultimatum of half the subjects of the little kingdom.“ (deutsch: Thron des Fürst von Monaco in Gefahr: „Verfassung oder Revolution“ lautet das Ultimatum der Hälfte aller Bürger des kleinen Königreichs). Das monegassische Komitee drohte offen mit der Gründung einer Republik sowie dem Sturz des Prinzen. Bevor eine Antwort vom Palast formuliert werden kann, versammeln sich rund 800 Bürger auf dem Place d’Armes und Avenue de la Porte Neuve. Im Verlaufe des Tages stürmen sie den Palast des Fürsten. Die Palastwache (frz. Compagnie des Carabiniers du Prince) versucht erfolglos die Demonstranten aufzuhalten und der Prinz flieht nach Frankreich. Während seiner Abwesenheit wird eine Provisionsregierung gebildet. Als zudem noch am 5. Oktober 1910 die portugiesische Revolution die Monarchie in Portugal beendet und die erste portugiesische Republik ausgerufen wird, stimmt der Prinz schließlich der Schaffung einer Verfassung in Monaco zu. Die Zugeständnisse verkündet am 16. November sein Sohn Erbprinz Louis II.
Die Revolution verlief somit deutlich friedlicher als die Französische Revolution von 1789 und andere Revolutionen auf dem europäischen Kontinent. Der Fürst von Monaco blieb zudem weiter im Amt und war nach wie vor Souverän seines Staates. Es wird von keinen Toten berichtet. Die SMB existiert bis heute und ist immer noch Monacos größter Arbeitgeber.

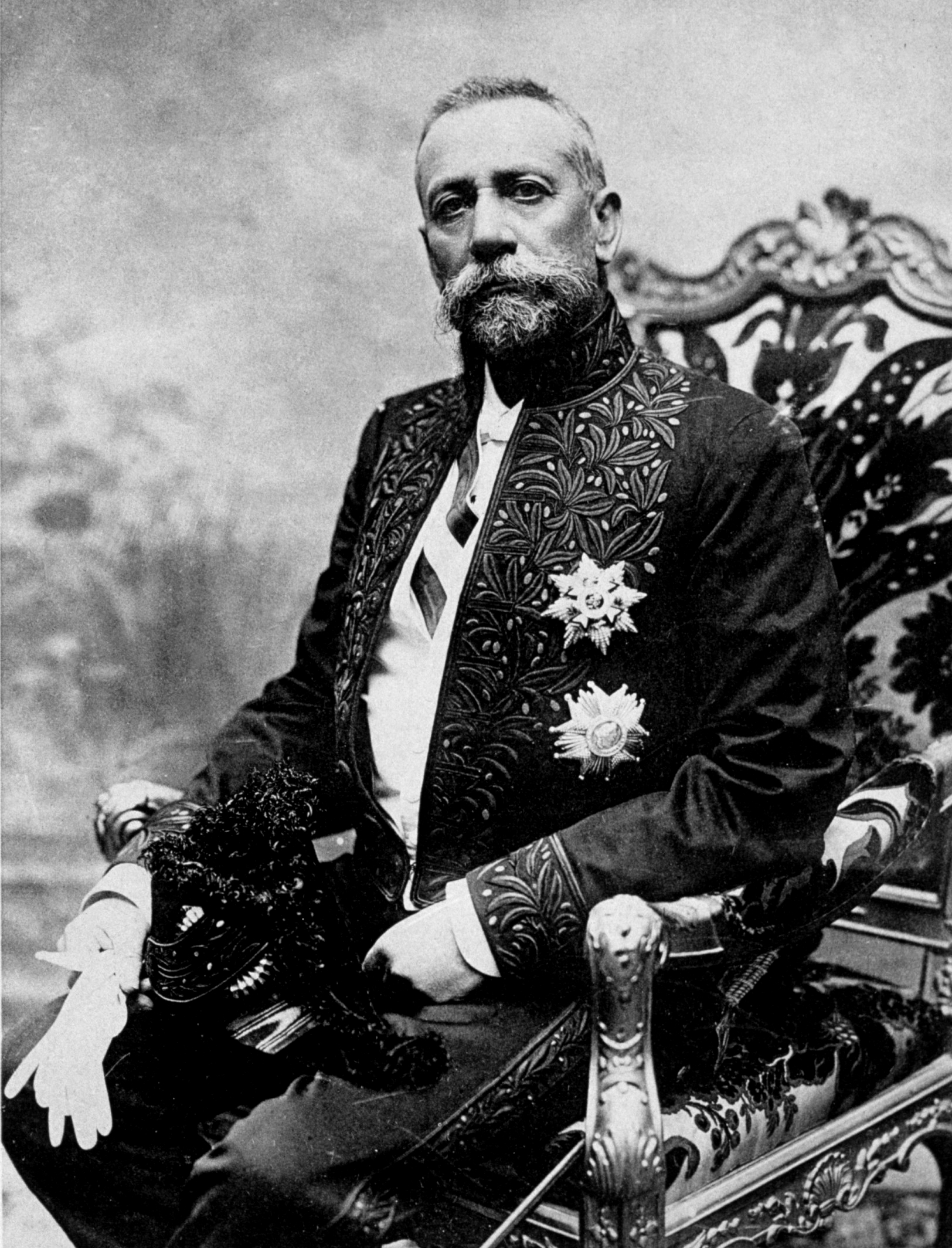
Prinz Albert I. von Monaco – circa 1910

## Verfassung
Mit Wirkung zum 5. Januar 1911 tritt die erste Verfassung von Monaco in Kraft. Sie macht aus dem ehemals absolutistischen Staat eine konstitutionelle Monarchie in der alle Bürger gleiche Rechte haben. Mit der Verfassung wird Monaco in drei Gemeinden aufgeteilt: Monaco-Ville, La Condamine und Monte-Carlo. Diese werden von drei Bürgermeistern geführt, die am 20. Mai 1911 erstmalig ernannt werden. Dies sind François Crovetto für Monaco-Ville, Suffren Reymond für La Condamine und Honoré Bellando für die Gemeinde Monte-Carlo. Der Prinz hatte jedoch nach wie vor das Recht, die Verfassung außer Kraft zu setzen. Hiervon machte er 1917 während des Ersten Weltkriegs Gebrauch. Nach dessen Ende schaffte er 1918 die drei Gemeinden wieder ab. Sie sind bis heute wieder Stadtbezirke im Stadtstaat Monaco. Nach wie vor wurde in der Verfassung mit Gültigkeit von 1911 der Parlamentspräsident jedoch nicht vom Parlament gewählt, sondern vom Prinz ernannt.
Dies hat sich mit erst mit einer weiteren Überarbeitung der Verfassung im Jahr 1962 geändert, das die Legislative dem Parlament zuweist und die Exekutive dem Fürst. Seither haben die jetzt 18 Mitglieder des Conseil National das Recht, in Budget-, Steuer- und internationalen Vertragsverhandlungen Gesetze zu erlassen und ihren Präsidenten selbst zu wählen. Beschlossene Gesetze können jedoch auch seit dieser Reform ohne Begründung vom Prinz zurückgewiesen werden. Seit 2002 werden in Summe 24 Mitglieder in das Parlament gewählt.